# Adâncata (okręg Dolj)
Adâncata – wieś w Rumunii, w okręgu Dolj, w gminie Goiești. W 2011 roku liczyła 99 mieszkańców.